# Dietrich Heinrich Henning
Dietrich Heinrich Henning (* im 18. Jahrhundert; † 1866 oder später) war ein deutscher Soldat und Königlich Hannoverscher Hof-Asphalt-Fabrikant. Der Industrielle begründete in Limmer bei Hannover die erste Asphaltfabrik in Deutschland.

## Leben
Dietrich Heinrich Hennig wurde im 18. Jahrhundert zur Zeit des Kurfürstentums Hannover während der Personalunion zwischen Großbritannien und Hannover geboren. In der sogenannten „Franzosenzeit“ war er als Soldat Teilnehmer der Völkerschlacht bei Leipzig gegen die Truppen des französischen Kaisers Napoleon Bonaparte. Hierüber schrieb er später in seinen in Linden vor Hannover bei Th. Schäfer veröffentlichten persönlichen Erinnerungen.

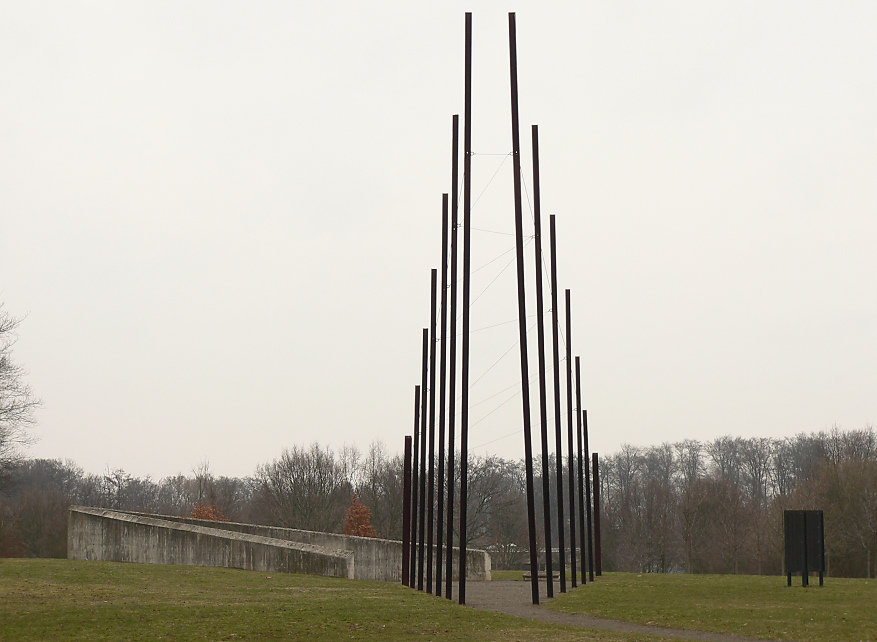
Das Mahnmal am Schacht Ahlem erinnert an die dort tätigen Zwangsarbeiter im Konzentrations-Außenlager Hannover-Ahlem zur Zeit des Nationalsozialismus

Zu Beginn der Industrialisierung im Königreich Hannover war Henning spätestens Anfang der 1840er Jahre zunächst nur als Gastwirt unternehmerisch aktiv als er im Jahr 1842 lediglich durch Zufall in unmittelbarer Nähe der Schwefelquellen des Limmerbrunnens ein Asphaltvorkommen wiederentdeckte, das schon 1730 bekannt und beschrieben, bisher aber nicht genutzt worden war. Diese Lagerstätten mit bituminösem Gestein fanden sich an der späteren Harenberger Straße, noch später umbenannt in Heisterbergallee.
1843 begründete Henning in Limmer an der späteren Schwanenburg auf dem Gelände der späteren Universität Hannover eine Fabrik zur Verarbeitung von Asphaltmastix, zugleich die erste deutsche Fabrikanlage zur Asphaltverarbeitung. Das Gestein konnte anfangs noch im Tagebau gewonnen werden und wurde erst im Zuge der industriellen Verwendung im Bergbau gebrochen.
Als Aussteller während der Ersten Weltausstellung in London im Jahr 1851 wurde die Firma von Dietrich Heinrich Henning für die von ihr hergestellten „Mastix-Brote für Gußasphalt“ eine Preismedaille verliehen, vor den zum Teil älteren Mitbewerbern aus anderen Ländern. Andere deutsche Firmen dieser Branchen existierten zu dieser Zeit noch nicht.
Im Adressbuch der Königlichen Haupt- und Residenzstadt Hannover von 1854 warb das Unternehmen D. H. Hennig großformatig unter anderem mit der Abbildung der erhaltenen Medaille.
Vom Landesherr aus dem Hause der Welfen wurde Hennig der Titel des Königlichen Hof-Asphalt-Fabrikanten verliehen.
Erst 1860 erwarb der Unternehmer August Egestorff ein benachbartes Asphaltlager und gründete ebenfalls eine Fabrik, allerdings in Linden. Bald darauf vereinigten sich Henning und Egestorff zur neuen Firma D. H. Henning und August Egestorff, um die Synergie-Vorteile wirtschaftlich nutzen zu können.
Ebenfalls noch Anfang der 1860er Jahre erwarb die nun vergrößerte Firma außerdem ein im Hils-Höhenzug tätiges Unternehmen in der Nähe von Vorwohle. Das Gestein der dort betriebenen Asphaltgrube wies ein wesentlich härteres Gefüge aus sowie einen geringeren Bitumengehalt als das bei Limmer gewonnene Gestein. Anfangs waren die Vorkommen bei Limmer und die im Hils die einzig bekannten in Deutschland.
Im Jahr der Ausrufung des Deutschen Kaiserreichs gingen 1871 die Unternehmen und ihre Lagerstätten in den Besitz der englischen United Limmer and Vorwohle Rock Asphalte Company über. Das auch The British Limmer and Vorwohle Rock Company Ltd. genannte Unternehmen wurde in Deutschland auch als „Englische Asphalt“ bezeichnet.
Ein Menschenalter später fanden sich beiderseits der Harenberger Straße in Ahlem und später bis nach Velber unterirdische Stollen, in dem zur Zeit des Nationalsozialismus Menschen als Zwangsarbeiter schuften mussten. Andere Teile der Stollen dienten der Bevölkerung als Schutz vor den Fliegerbomben während der Luftangriffe auf Hannover.
Die offenen Gruben bei Velber pachtete der Magistrat der Stadt Hannover zeitweilig, um diese mit Abfällen von der Müllabfuhr zuzuschütten. Die an der Harenberger Straße in Ahlem gelegene riesige Asphaltgrube aber wurde nach dem Ende des Zweiten Weltkrieges mit Trümmerschutt und Mutterboden verfüllt. Darüber wurden anschließend Wohngebäude errichtet.

## Schriften
- Vor fuenfzig Jahren. Eine Mitteilung aus dem reichen Gedächtniß-Schatze eines Hannoverschen Kriegers hervorgesucht und der braven Lünebarger Bürgerschaft zur Feier der ersten und zweiten Aprils 1813 ... / gewidmet von D H Henning, Königl. Hof-Asphalt-Fabrikanten Limmer bei Hannover, Linden vor Hannover: Gedruckt bei Th. Schäfer, 1863[1]
- Natürlicher Asphalt, seine Anwendung und Bearbeitung bei Bauwerken, Hannover 1866[2]